# Romuald Stopiński
Romuald Stopiński (ur. 7 lutego 1917 w Sierpcu, zm. 16 kwietnia 2011 tamże) – polski rzemieślnik, zegarmistrz, poseł na Sejm PRL VI kadencji (1972–1976). 

## Życiorys
Syn Romualda i Stefanii. Po uzyskaniu tytułu mistrza zegarmistrzostwa (1938, uzyskał uprawnienia czeladnicze) od 1939 prowadził własny warsztat w Sierpcu. Od 1946 do 1948 wykładał rysunek zawodowy w tamtejszej szkole rzemieślniczej. W 1957 został starszym cechu, przewodził również Radzie Rzemiosła Spółdzielczego w Sierpcu.
W latach 1945–1948 należał do Polskiej Partii Socjalistycznej, a w 1957 przystąpił do Stronnictwa Demokratycznego. W SD był członkiem (od 1959) i wiceprzewodniczącym (od 1962) Powiatowego Komitetu w Sierpcu, a także przewodniczącym Koła Rzemieślniczego SD w Sierpcu (od 1968). Był Miejskiej Rady Narodowej w Sierpcu w latach 1957–1963. Należał do Frontu Jedności Narodu. W 1972 uzyskał z ramienia SD mandat posła na Sejm w okręgu Płock. Pracował w Komisjach Leśnictwa i Przemysłu Drzewnego, Planu Gospodarczego, Budżetu i Finansów oraz Drobnej Wytwórczości, Spółdzielczości Pracy i Rzemiosła. 
Odznaczony Srebrnym Krzyżem Zasługi (1969), Odznaką 1000-lecia Państwa Polskiego (1966) i Honorową Odznaką Rzemiosła (1958). Był jednym z twórców zegara w odbudowanym Zamku Królewskim. 
Został pochowany na cmentarzu parafialnym w Sierpcu.